# Беретьйоуйфалу
Беретьйоуйфалу (угор. Berettyóújfalu) — це місто в Хайду-Біхар, у центрі Північного регіону Альфельд східної Угорщини. Воно знаходиться в 40 км на південь від Дебрецена (другого за величиною міста в Угорщині), і близько 35 км від міста Орадя (Румунія). Місто назване на честь річки Беретьоу.

## Географія
Місто займає площу 170,98 км² і має населення 14 614осіб (2019).

## Історія
Перша письмова згадка про Беретьйоуйфалу була зроблена в ХІІІ столітті в місті Орадя (Румунія). Місто утворилося, об'єднавши в себе 14-15 сіл.
У 2011 населення міста становило:
- 96 % — угорці;
- 2 % — румуни;
- 0,4 % — німці

Населення міста також складає ряд інших національностей, таких як болгари, поляки, вірмени і серби.